# Derek Walcott
Derek Alton Walcott (ur. 23 stycznia 1930 w Castries, zm. 17 marca 2017 tamże) – karaibski poeta, pisarz i malarz, jeden z przodujących członków postkolonialnej szkoły pisarstwa anglojęzycznego, laureat Nagrody Nobla w dziedzinie literatury (1992), od 2010 profesor University of Essex.

## Życiorys
Urodził się w stolicy Saint Lucia. Uczył się w St. Mary’s College w Saint Lucia. Studiował na Jamajce. Jego twórczość, rozwijana niezależnie od szkół realizmu magicznego powstających tak w Ameryce Południowej jak w Europie, mniej więcej wtedy, gdy się rodził, jest ściśle związana z symbolizmem mitu i jego związkami z kulturą. Jego najbardziej znany utwór to poemat epicki Omeros, adaptacja homeryckiej opowieści i tradycji w postaci podróży przez Karaiby, zachodnią część Ameryki i Londyn.
W 1997 współpracował z Paulem Simonem przy musicalu The Capeman, wystawianym na Broadwayu.
Laureat Nagrody Nobla w dziedzinie literatury w 1992.

## Twórczość

### Zbiory poezji
- 1948 25 Poems
- 1949 Epitaph for the Young: Xll Cantos
- 1951 Poems
- 1962 In a Green Night: Poems 1948–60
- 1964 Selected Poems
- 1965 The Castaway and Other Poems
- 1969 The Gulf and Other Poems
- 1973 Another Life
- 1976 Sea Grapes
- 1979 The Star-Apple Kingdom
- 1981 Selected Poetry
- 1981 The Fortunate Traveller
- 1983 The Caribbean Poetry of Derek Walcott and the Art of Romare Bearden
- 1984 Midsummer
- 1986 Collected Poems, 1948-1984
- 1987 The Arkansas Testament
- 1990 Omeros
- 1997 The Bounty
- 2000 Tiepolo's Hound
- 2004 The Prodigal

### Dramaty
- 1970 Dream on Monkey Mountain
- 1970 Ti-Jean and His Brothers
- 1980 Pantomime
- 1997 The Capeman (tekst)